# Banco malo
Un banco malo (del inglés: bad bank), o en términos económicos, fondo para la reestructuración de los activos financieros, es una entidad financiera que compra los llamados activos tóxicos (activos contabilizados en el balance de un banco por un valor sobrevalorado) a fin de salvar el sistema financiero. Si los bancos contabilizaran estos activos tóxicos por su valor real de mercado (que, una vez estallada la burbuja, es muy inferior al valor que figura en el balance), tendrían que declararse en quiebra y arrastrarían en su caída a toda la economía de un país. La creación de un banco malo por parte del Gobierno es una de las medidas que se propusieron tras la crisis hipotecaria de 2007 a fin de sanear los bancos zombi.

## Banco malo en España
Los primeros bancos malos los crearon en España las propias entidades financieras. Así La Caixa, cuando se transformó en banco y se convirtió en CaixaBank, dejó todos los activos tóxicos inmobiliarios aparcados en CaixaHolding entidad no cotizada y que asumió tanto Servihabitat (la filial que gestionaba la actividad inmobiliaria de la antigua La Caixa), como las participaciones en Inmobiliaria Colonial y Metrovacesa, además de gran parte de la cartera industrial Siguiendo una estrategia similar, BBVA creó a mediados de noviembre de 2011 una entidad que acumuló 30 000 millones de euros en activos inmobiliarios, un 80 % de la actividad del BBVA en este sector Igualmente la caja de ahorros Caixa Galicia aprovechó su conversión en el banco Novagalicia Banco para crear un banco malo donde aparcó los activos 'tóxicos', un total de 11.150 millones en préstamos hipotecarios, de los que 3000 estaban en suelo y 1900 no tenían garantías hipotecarias.
A nivel estatal, con la entrada del gobierno del PP se propuso la creación de un banco malo gubernamental a fin de sanear definitivamente el sector financiero español. Si se siguiera el modelo de Irlanda, la banca entregaría los activos al Estado recibiendo a cambio deuda pública con la que podría continuar acudiendo a la barra libre de liquidez del BCE y tener más margen para volver a dar crédito. Considerando como el suelo y los créditos al sector inmobiliario están provisionados en un 33 % de media, si el Estado los adquiriera con un descuento del 60 %, la pérdida ascendería al 27 % para las entidades financieras. Si siguiera el modelo de Alemania, el Estado pagaría a la banca el mismo precio que tienen contabilizado en sus balances, restando las provisiones realizadas. En contrapartida la banca asumiría la obligación de dar tanto crédito como ayudas reciban.
Finalmente, sin embargo, y con el objetivo de acelerar la reestructuración financiera con un nuevo impulso a las fusiones de las cajas más débiles y recapitalizarlas, el supervisor bancario español solicitó que aprovisionara las partidas de suelo al 100 % del valor contable, de forma que tuvieran valor neto 0, y así, por ejemplo, los terrenos rústicos de la Caja de Ahorros del Mediterráneo situados en Alicante fueron aprovisionados por el Banco Sabadell en un 97 % sobre su valor contable. También se decidió la aprobación de un banco malo para sanear el balance de las entidades financieras, pero solo para suelo -principal problema del sector-, y con la condición de que Bruselas apoyara la iniciativa con fondos económicos. Dado que el banco malo solo habría aceptado suelo, Isidro Fainé, uno de los principales proponentes de este instrumento, la habría llamado el Banco del Suelo, mientras que los inmuebles habrían sido vendidos por las propias entidades creando divisiones específicas encargadas de esta función. En cuanto a la financiación, las contribuciones al banco malo deberían haber canalizado a través del FROB, y en cuanto a su estructura, el banco malo habría sido un banco sintético en el sentido de que serían las mismas entidades las que se encargarían de gestionar los activos tóxicos que aportarían. El horizonte temporal para realizar las desinversiones se habría situado en 20 años, ya que, según los expertos del sector, se trataría de un tiempo razonable para dar salida a todo el suelo que la banca española acumulaba en sus balances, unos 30 000 millones. De esta manera, deshaciéndose del suelo, las entidades habrían podido liberar las provisiones dotadas y destinar su capital a la concesión de crédito a la economía real.

### Enero de 2012: descarte del banco malo, optando por fuertes provisiones
Pero las presiones de los grandes bancos forzaron a descartar la creación de un «banco malo», optándose por forzar a la banca a dotar elevadas provisiones. En esta línea el Gobierno prorrogó in-extremo, el sábado 31 de diciembre de 2011, la prórroga extraordinaria concedida por el anterior ejecutivo a bancos e inmobiliarias para evitar que el suelo que tienen en sus balances contabilizado como urbanizable, pase a valorarse como suelo rústico, lo que supondría una depreciación del 90 % de su valor contable, un ajuste contable que situaría a la banca española media en pérdidas (véase activo tóxico).
Esta situación se gestó en 2007, cuando se aprobó la Ley del Suelo que pretendía acabar con el acaparamiento del suelo disponible para especular de ello con el precio y eliminó la consideración de suelo «urbanizable», estableciendo solo dos categorías posibles: o «suelo urbanizado» o «suelo rural». La Ley establecía que los promotores disponían a partir de entonces de un máximo de 3 años para empezar a construir en los suelos «urbanizables» que tuvieran en propiedad con plan de ordenación urbanística aprobado, y que pasado este plazo el terreno pasaría a ser calificado de «suelo rural», de modo que su valor se desplomaría. Poco antes de que esta particular cláusula entrara en vigor el 30 de julio de 2010 y estallada ya la burbuja inmobiliaria, se aprobó el Real Decreto-Ley 6/2010 que introdujo una prórroga para evitar que el suelo urbanizable empezase a cotizar a precio de rústico, es decir, según el valor del cultivo agrícola y no en función de las expectativas urbanísticas, retrasando el ajuste contable de valoración hasta el 31 de diciembre de 2011.
La nueva prórroga permitió que estos activos tóxicos se siguieran valorando en términos contables como suelo «urbanizable» hasta julio de 2012, mientras el ministro de Economía, Luis de Guindos, elevó las provisiones que deberían realizar los bancos españoles a los 50.000 millones de euros, y el presidente del Gobierno, Mariano Rajoy, declaró el 10 de enero de 2012 que no se crearía un banco malo en España. La rebaja del valor de los activos inmobiliarios «en niveles realistas» llega hasta el 50 % en el caso de las promociones, el 80 % en el del suelo urbanizado y prácticamente el 100 % en el del suelo rústico. Asimismo se concedió a los bancos un plazo no superior a dos años para proveer estas caídas de valor, y dadas las pérdidas que esta situación ocasionó, el Gobierno continuó inyectando dinero del fondo de rescate europeo (EFSF) y obligó a la fusión de algunas entidades.

## Bancos malos en otros países
Desde 1980 han existido muchos bancos malos o mecanismos análogos en Alemania (FMS-W), Chipre (Cyprus Popular Bank) Estados Unidos (Mellon Bank o Citi Holdings), Eslovenia (BAMC), Filipinas, Finlandia (OHY Arsenal y Sponda), Francia (Dexia), Ghana, Indonesia (IBRA), Irlanda (NAMA), Letonia (Parex, luego Reverta), México, Portugal (Banco Espirito Santo), Reino Unido, Tailandia y Suecia (Securum y Retriva).
En algunos casos (por ejemplo Suecia) el banco malo ha sido positivo (pero no necesariamente solo por su propia actuación, sino ayudado por la coyuntura económica favorable en la que ha actuado) y en otros (por ejemplo Tailandia) ha sido negativo. Todo depende del momento y del precio de transferencia de los activos tóxicos. 